# Monti Cassiar
I Monti Cassiar sono un gruppo di catene montuose situate nel nord della Columbia Britannica e in parte nello Yukon. 
Sono situate a nord e ovest rispetto alle Omineca Mountains, a nord delle Hazelton Mountains, a ovest del Rocky Mountain Trench, a est del Boundary Ranges. La vetta principale è Thudaka Peak (2748 m).
Nella parte occidentale dei Monti Cassiar si trova anche il vulcano a scudo Maitland formatosi tra i 5 e i 4 milioni di anni fa durante il periodo Pliocene.